# حرب جاوة (1741-1743)
كانت حرب جاوة منذ 1741 حتى 1743 صراعًا مسلحًا للجيش الصيني والجاوي المشترك ضد الحكومة الاستعمارية الهولندية والجاويين الموالين لهولندا، وقد وقعت في وسط وشرق جاوة. انتهت الحرب بانتصار الهولنديين، وأدت إلى سقوط سلطنة ماتارام، وبشكل غير مباشر إلى تأسيس كل من سلطنة سوراكارتا وسلطنة يوجياكرتا.
بعد سنوات من تزايد المشاعر المعادية للصين، ذبحت القوات الهولندية 10000 صيني في باتافيا (جاكارتا حاليًا) في أكتوبر 1740، وهربت مجموعة من الناجين بقيادة خي باندجانغ عبر مضيق سوندرا، متجهين في النهاية شرقًا إلى سمارانغ في جزيرة جاوة. على الرغم من التحذير من الانتفاضة الوشيكة، فقد تجاهل قائد جيش شركة الهند الشرقية الهولندية، بارثولوميوس فيشر، مستشاريه ولم يعد تعزيزات. مع تطور الوضع، قررت محكمة باكوبوونو الثاني، سونان ماتارام، دعم الصينيين مبدئيًا بينما بدا أنها تساعد الهولنديين.
بعد الخسائر الأولى في 1 فبراير 1741 في باتي، انتشر المتمردون الصينيون عبر وسط جاوة، وتحالفوا مع الجاويين أثناء خوض معارك وهمية لإقناع الهولنديين بأن الجاويين كانوا يدعمونهم. عندما أصبح الخداع واضحًا بشكل متزايد واقترب الصينيون من سمارانغ، أصبح فيشر غير مستقر عقليًا. بعد الاستيلاء على ريمبانغ وتانجونغ وجيبارا، حاصر الجيش الصيني والجاوي المشترك سمارانغ في يونيو 1741. ردًا على ذلك، أصدر فيشر أمرًا بإبادة جميع الصينيين في جاوة. عرض الأمير تجاكرانينغرات الرابع من مادورا تحالفه، وبدأ مسيرته من مادورا غربًا، مبيدًا أي صيني عثرت عليه قواته وساحقًا التمرد في جاوة الشرقية.
في أواخر عام 1741، كُسِر الحصار حول سمارانغ عندما فر جيش باكوبوونو الثاني بمجرد أن أصبح واضحًا أن الهولنديين، مع تعزيزاتهم، لديهم قوة نيران متفوقة. قادت الحملة الهولندية طوال عام 1742 باكوبوونو الثاني إلى الاستسلام وتبديل الجوانب، ومع رغبة بعض الأمراء الجاويين في مواصلة الحرب، في 6 أبريل، تبرأت الثورة من باكوبوونو الثاني، واختير ابن اخيه، رادن ماس غاريندي، ليكون سلطانهم. عندما استعاد الهولنديون المدن عبر الساحل الشمالي لجاوة، قاد التمرد هجومًا على عاصمة باكوبوونو الثاني في كارتوسورو، مما أجبر السونان على الفرار مع عائلته. استعاد تجاكرانينغرات الرابع المدينة في ديسمبر 1742، وبحلول أوائل عام 1743، كان آخر صيني قد استسلم. بعد الحرب، أكد الهولنديون سيطرة أكبر على جاوة من خلال معاهدة مع باكوبوونو الثاني.

## خلفية
بعد فترة طويلة من القمع من قبل الحكومة الاستعمارية الهولندية، ثار الصينيون الإثنيون في باتافيا (جاكارتا حاليًا) في 7 أكتوبر 1740، مما أسفر عن مقتل خمسين جنديًا هولنديًا في ميستر كورنيليس (جاتينيغارا حاليًا) وتانا أبانغ. قُمِعَت هذه الثورة من قبل الحاكم العام أدريان فالكينير، الذي أرسل 1800 جندي، جنبًا إلى جنب مع شخوتيري (ميليشيا) و11 كتائب من المجندين، إلى المنطقتين، وفرضوا حظر تجول على جميع الصينيين داخل أسوار المدينة لمنعهم من التآمر ضد الهولنديين. عندما أوقفت مجموعة من 10000 من أصل صيني من تانقيرانغ وبيكاسي القريبين عند البوابات في اليوم التالي، دعا فالكينير إلى اجتماع طارئ للمجلس في 9 أكتوبر. في يوم الاجتماع، بدأ الهولنديون والجماعات الإثنية الأخرى في باتافيا بقتل جميع الصينيين الإثنيين في المدينة، مما أدى إلى مقتل ما يقدر بنحو 10000 شخص على مدى أسبوعين.
قرب نهاية أكتوبر 1740، حاول الناجون من المذبحة، بقيادة خي باندجانغ، الفرار إلى بانتين، ولكنهم مُنِعوا من قبل 3000 من قوات السلطان. فر الناجون بعد ذلك شرقًا باتجاه سمارانغ. على الرغم من تحذيره من انتفاضة وشيكة من قبل الملازم الصيني كيو يونكو، رفض القائد العسكري لجاوة، بارثولوميوس فيشر، تهديد الصينيين القادمين. بدأ الصينيون الذين كانوا أقلية في جاوة، بتشكيل تحالفات مع الجاويين، الذين كانوا أكبر مجموعة إثنية في الجزيرة.
كان تبني الإسلام في ذلك الوقت علامة على فئة البيراناكان التي لم يعد يرمز لها. كانت عائلات سيماران أديباتي وجايينينغرات من أصل صيني.